# 天主 (中國)
天主，為中國古代齊國地區祭祀的八神之一，和地主、兵主、陰主、陽主、日主、月主、四時主并列，其後秦始皇、漢武帝皆於祭祀八神同時尋訪仙人以求長生不老，至漢成帝時則因匡衡、張譚上書建議而廢除祭祀，其後未知是否復設。
此外天主一詞亦見於道教、佛教及歷代文獻。道教中有「高虛清明天主帝君」、「六波天主帝君」等神，佛教中可指各天主宰、帝釋天、印度因明學家商羯羅主，其他文獻中則曾有泛指天上神明、指稱玉皇大帝或中國皇帝者。

## 中國上古時期祭祀的天主
天主，為中國古代齊國地區祭祀的八神之一，和地主、兵主、陰主、陽主、日主、月主、四時主並列（韋昭則認為八神中無兵主，有星辰主），其起源有自古以來及姜太公創設兩種說法。
祭祀天主的地方在天齊（即天齊淵溫泉，其意為「天之肚臍」，象徵天的中心位置，位於齊國故都臨淄一帶，今山東省淄博市臨淄區辛店鎮東南約三公里，淄河東岸，牛山西北麓。），和道教中與天齊高的天齊神不同。天齊神相傳是“管天下人民生死災厄”之神，又稱東嶽大帝、泰山神，祭祀在天齊廟。
秦始皇、漢武帝、漢宣帝等帝王都曾祭祀過這八神。秦始皇於封禪後東遊海上四處祭祀名山、大川、八神並訪求仙人，這種祭祀並無固定周期，皇帝有經過才會祭祀。漢武帝也兩次於上泰山後出海祭祀八神，這種祭祀同樣也非定期，並且同樣與追求長生不老有關。漢宣帝則於曲城祭祀八神，並親自前往致祭兵主、日主、月主、四時主等神。漢成帝時因匡衡、張譚上書建議取消不符儒教禮制之祭祀而廢除，其後成帝為求子、漢哀帝為求病癒分別復設許多神祠，未知八神是否在復設之列。

## 道教中的天主
道教的經懺寶誥中有數位以「天主」尊號為名的神祇，例如「高虛清明天主帝君」、「六波天主帝君」等。高虛清明天主帝君，於法筵啟白元始天尊，稱揚玉皇上帝；六波天主帝君則為九宸大帝之一，是降授神霄雷法之神明。

## 佛教中的天主
佛教中認為六道輪迴其中之一為天道，天道當中又可細分成許多不同層次的天，各天的主宰即稱為天主，偶爾與天王一詞混用。其中由於帝釋天能統領四大天王等眾天神、影響人類壽命等，故也常被稱為天帝、天主。
此外印度因明學家商羯羅主亦被依其名字字義簡稱為天主。

## 其他用法
《漢書·霍光金日磾傳》、《毛詩正義》、《太平廣記》中以天主一詞指稱天上神明，《西遊記》中則用以指稱玉皇上帝。
南朝宋時呵羅單國王毗沙跋摩將宋文帝與帝釋天、梵天相比擬，而稱其為天主。